# Segunda División de España 1986-87
La temporada 1986–87 de la Segunda División de España de fútbol corresponde a la 56.ª edición del campeonato y se disputó entre el 31 de agosto de 1986 y el 5 de abril de 1987 en su fase regular. Posteriormente se disputaron las promociones de ascenso y permanencia entre el 12 de abril y el 21 de junio
El campeón de Segunda División fue el Valencia CF. El CD Logroñés logró el ascenso a Primera División por primera vez en su historia.

## Sistema de competición
La Segunda División de España 1986/87 fue organizada por la Liga de Fútbol Profesional (LFP).
El campeonato contó con la participación de 18 clubes y se disputó siguiendo un sistema de liga, de modo que todos los equipos se enfrentaron entre sí, todos contra todos en dos ocasiones -una en campo propio y otra en campo contrario- sumando un total de 34 jornadas. El orden de los encuentros se decidió por sorteo antes de empezar la competición.
Esta temporada presenta una variación especial única en la historia de la competición. Los doce primeros clasificados jugaron la promoción de ascenso y los seis últimos la promoción de descenso.
La promoción de ascenso estuvo formada por dos grupos de seis equipos cada uno, en el A1 se encuadraron los equipos que habían quedado clasificados en posición impar, y en el grupo A2 lo harían los que quedaron en posición par. Se disputó siguiendo un sistema de liga sumando un total de 10 jornadas. Al terminar la promoción, los puntos logrados se sumaban a los logrados en la fase regular. Los tres equipos con mejor puntuación de los dos grupos ascendieron directamente a Primera División.
La promoción de descenso tuvo el mismo formato en un solo grupo. En un principio los tres últimos clasificados debían descender directamente a Segunda División B, pero esta medida fue suprimida al ampliarse la categoría para la temporada siguiente.

## Clubes participantes
| Datos de ascensos y descensos con respecto a la temporada anterior |
| --- |
| Valencia CF, Hércules CF y RC Celta de Vigo descienden de Primera División. Real Murcia, CE Sabadell FC y RCD Mallorca ascienden a Primera División. Albacete Balompié, Deportivo Aragón, CD Tenerife y Atlético de Madrid “B” descienden a Segunda División B. UE Figueres y Xerez CD ascienden a Segunda División. |

| Equipo                              | Ciudad               | Estadio          |
| ----------------------------------- | -------------------- | ---------------- |
| Barcelona Atlético                  | Barcelona            | Mini Estadi      |
| Bilbao Athletic Club                | Bilbao               | San Mamés        |
| Cartagena Fútbol Club               | Cartagena            | El Almarjal      |
| Club Deportivo Castellón            | Castellón            | Castalia         |
| Castilla Club de Fútbol             | Madrid               | Ciudad Deportiva |
| Real Club Celta de Vigo             | Vigo                 | Balaídos         |
| Real Club Deportivo de La Coruña    | La Coruña            | Riazor           |
| Elche Club de Fútbol                | Elche                | Nuevo Estadio    |
| Unió Esportiva Figueres             | Figueras             | Municipal        |
| Hércules Club de Fútbol             | Alicante             | José Rico Pérez  |
| Club Deportivo Logroñés             | Logroño              | Las Gaunas       |
| Club Deportivo Málaga               | Málaga               | La Rosaleda      |
| Real Oviedo Club de Fútbol          | Oviedo               | Carlos Tartiere  |
| Agrupación Deportiva Rayo Vallecano | Madrid               | Nuevo Vallecas   |
| Real Club Recreativo de Huelva      | Huelva               | Municipal        |
| Sestao Sport Club                   | Sestao               | Las Llanas       |
| Valencia Club de Fútbol             | Valencia             | Luis Casanova    |
| Xerez Club Deportivo                | Jerez de la Frontera | Domecq           |

## Primera fase

### Clasificación
| Pos. | Equipo                     | Pts. | PJ | G  | E  | P  | GF | GC | Dif. | Clasificación               |
| ---- | -------------------------- | ---- | -- | -- | -- | -- | -- | -- | ---- | --------------------------- |
| 1    | Valencia C. F.             | 46   | 34 | 19 | 8  | 7  | 53 | 26 | +27  | Acceso a Grupo 1 de Ascenso |
| 2    | R. C. Deportivo La Coruña  | 43   | 34 | 16 | 11 | 7  | 46 | 33 | +13  | Acceso a Grupo 2 de Ascenso |
| 3    | C. D. Logroñés             | 41   | 34 | 16 | 9  | 9  | 46 | 33 | +13  | Acceso a Grupo 1 de Ascenso |
| 4    | R. C. Celta de Vigo        | 40   | 34 | 17 | 6  | 11 | 56 | 35 | +21  | Acceso a Grupo 2 de Ascenso |
| 5    | R. C. Recreativo de Huelva | 39   | 34 | 18 | 3  | 13 | 53 | 44 | +9   | Acceso a Grupo 1 de Ascenso |
| 6    | Sestao S. C.               | 38   | 34 | 13 | 12 | 9  | 38 | 23 | +15  | Acceso a Grupo 2 de Ascenso |
| 7    | Elche C. F.                | 36   | 34 | 12 | 12 | 10 | 31 | 28 | +3   | Acceso a Grupo 1 de Ascenso |
| 8    | A. D. Rayo Vallecano       | 35   | 34 | 10 | 15 | 9  | 28 | 28 | 0    | Acceso a Grupo 2 de Ascenso |
| 9    | Bilbao Athletic            | 35   | 34 | 12 | 11 | 11 | 51 | 54 | −3   | Acceso a Grupo 1 de Ascenso |
| 10   | C. D. Castellón            | 34   | 34 | 13 | 8  | 13 | 38 | 42 | −4   | Acceso a Grupo 2 de Ascenso |
| 11   | Hércules C. F.             | 32   | 34 | 12 | 8  | 14 | 38 | 43 | −5   | Acceso a Grupo 1 de Ascenso |
| 12   | C. D. Málaga               | 32   | 34 | 10 | 12 | 12 | 43 | 39 | +4   | Acceso a Grupo 2 de Ascenso |
| 13   | Barcelona Atlético         | 32   | 34 | 11 | 10 | 13 | 42 | 46 | −4   | Acceso a Grupo de Descenso  |
| 14   | Real Oviedo C. F.          | 30   | 34 | 9  | 12 | 13 | 33 | 46 | −13  | Acceso a Grupo de Descenso  |
| 15   | U. E. Figueres             | 29   | 34 | 9  | 11 | 14 | 39 | 40 | −1   | Acceso a Grupo de Descenso  |
| 16   | Cartagena F. C.            | 27   | 34 | 7  | 13 | 14 | 34 | 51 | −17  | Acceso a Grupo de Descenso  |
| 17   | Castilla C. F.             | 24   | 34 | 7  | 10 | 17 | 30 | 51 | −21  | Acceso a Grupo de Descenso  |
| 18   | Xerez C. D.                | 19   | 34 | 4  | 11 | 19 | 21 | 58 | −37  | Acceso a Grupo de Descenso  |

 Fuente: BDFútbol
Criterios de clasificación: Puntos · Enfrentamientos directos · Diferencia de goles · Goles a favor · Play-off

### Resultados
| Local \ Visitante          | BAR | BIL | CAR | CAE | CAI | CEL | DEP | ELC | FIG | HER | LOG | MAL | OVI | RAY | REC | SES | VAL | XER |
| -------------------------- | --- | --- | --- | --- | --- | --- | --- | --- | --- | --- | --- | --- | --- | --- | --- | --- | --- | --- |
| Barcelona Atlético         | —   | 6–2 | 1–1 | 3–2 | 1–0 | 0–0 | 1–2 | 2–1 | 3–1 | 2–0 | 0–2 | 2–3 | 1–1 | 4–0 | 3–1 | 0–0 | 2–2 | 4–0 |
| Bilbao Athletic            | 1–1 | —   | 1–1 | 1–1 | 3–3 | 2–3 | 2–0 | 2–0 | 2–1 | 1–0 | 2–3 | 1–1 | 2–2 | 1–3 | 1–1 | 0–0 | 3–1 | 2–0 |
| Cartagena F. C.            | 2–0 | 2–4 | —   | 4–1 | 0–0 | 3–1 | 0–0 | 1–0 | 2–4 | 1–1 | 1–1 | 0–0 | 3–3 | 0–0 | 2–1 | 1–0 | 0–1 | 1–1 |
| C. D. Castellón            | 2–0 | 1–0 | 2–1 | —   | 0–1 | 1–1 | 1–0 | 2–0 | 1–0 | 1–0 | 3–0 | 1–1 | 1–1 | 1–0 | 1–2 | 2–2 | 1–0 | 2–1 |
| Castilla C. F.             | 2–2 | 1–2 | 3–1 | 1–2 | —   | 0–1 | 0–1 | 0–3 | 1–1 | 3–2 | 1–2 | 0–0 | 1–0 | 1–0 | 0–2 | 2–0 | 1–2 | 1–0 |
| R. C. Celta de Vigo        | 5–0 | 1–2 | 3–0 | 3–1 | 1–1 | —   | 2–0 | 4–0 | 2–0 | 3–0 | 2–1 | 3–2 | 3–1 | 2–1 | 1–2 | 2–0 | 2–1 | 4–0 |
| R. C. Deportivo La Coruña  | 1–1 | 1–0 | 1–0 | 2–0 | 4–1 | 3–0 | —   | 1–1 | 2–2 | 3–1 | 1–0 | 2–1 | 1–1 | 3–1 | 1–0 | 2–1 | 1–1 | 2–0 |
| Elche C. F.                | 1–0 | 2–0 | 2–0 | 2–2 | 1–1 | 1–0 | 0–2 | —   | 1–1 | 1–1 | 0–0 | 0–0 | 2–0 | 1–0 | 0–1 | 0–0 | 1–1 | 5–0 |
| U. E. Figueres             | 0–0 | 1–1 | 1–1 | 5–1 | 3–1 | 0–2 | 1–1 | 1–1 | —   | 2–1 | 1–2 | 1–1 | 3–1 | 0–0 | 0–2 | 3–0 | 0–1 | 3–0 |
| Hércules C. F.             | 2–1 | 1–3 | 1–2 | 0–1 | 2–1 | 0–0 | 1–0 | 0–0 | 2–0 | —   | 3–0 | 1–1 | 4–0 | 0–0 | 4–3 | 0–0 | 0–0 | 3–1 |
| C. D. Logroñés             | 3–0 | 1–3 | 1–0 | 0–0 | 0–0 | 2–0 | 2–2 | 4–1 | 1–0 | 3–0 | —   | 0–0 | 2–0 | 1–0 | 3–0 | 1–0 | 2–0 | 2–0 |
| C. D. Málaga               | 1–0 | 3–1 | 3–0 | 2–1 | 6–2 | 2–0 | 2–2 | 0–1 | 0–1 | 1–2 | 2–2 | —   | 2–3 | 1–1 | 2–0 | 0–0 | 0–1 | 2–1 |
| Real Oviedo C. F.          | 0–1 | 0–0 | 4–0 | 2–1 | 1–1 | 1–0 | 3–1 | 0–0 | 1–0 | 0–1 | 2–1 | 1–0 | —   | 1–1 | 2–1 | 0–3 | 0–2 | 1–1 |
| A. D. Rayo Vallecano       | 1–0 | 5–1 | 0–0 | 2–1 | 1–0 | 0–0 | 1–1 | 1–0 | 1–2 | 2–1 | 1–1 | 1–0 | 0–0 | —   | 1–0 | 0–0 | 0–0 | 2–2 |
| R. C. Recreativo de Huelva | 2–0 | 4–1 | 3–0 | 1–0 | 3–0 | 3–2 | 2–0 | 0–1 | 1–1 | 1–2 | 3–1 | 4–1 | 2–0 | 3–1 | —   | 1–0 | 1–1 | 2–1 |
| Sestao S. C.               | 5–0 | 3–1 | 3–1 | 1–1 | 3–0 | 1–0 | 0–0 | 1–0 | 2–0 | 2–0 | 0–0 | 2–1 | 1–0 | 0–0 | 4–0 | —   | 0–3 | 3–0 |
| Valencia C. F.             | 0–1 | 0–2 | 2–1 | 2–0 | 1–0 | 3–2 | 3–1 | 0–1 | 1–0 | 4–1 | 3–1 | 1–0 | 4–1 | 0–0 | 5–1 | 1–0 | —   | 6–0 |
| Xerez C. D.                | 0–0 | 1–1 | 2–2 | 1–0 | 0–0 | 1–1 | 1–2 | 0–1 | 1–0 | 0–1 | 2–1 | 1–2 | 0–0 | 0–1 | 2–0 | 1–1 | 0–0 | —   |

## Segunda fase

### Grupo A1 Ascenso

#### Clasificación
| Pos. | Equipo                     | Pts. | PJ | G  | E  | P  | GF | GC | Dif. | Clasificación              |
| ---- | -------------------------- | ---- | -- | -- | -- | -- | -- | -- | ---- | -------------------------- |
| 1    | Valencia C. F. (C, A)      | 57   | 44 | 24 | 9  | 11 | 67 | 36 | +31  | Ascenso a Primera División |
| 2    | C. D. Logroñés (A)         | 54   | 44 | 22 | 10 | 12 | 59 | 43 | +16  | Ascenso a Primera División |
| 3    | R. C. Recreativo de Huelva | 50   | 44 | 23 | 4  | 17 | 66 | 56 | +10  |                            |
| 4    | Elche C. F.                | 48   | 44 | 17 | 14 | 13 | 45 | 43 | +2   |                            |
| 5    | Hércules C. F.             | 41   | 44 | 16 | 9  | 19 | 55 | 56 | −1   |                            |
| 6    | Bilbao Athletic            | 39   | 44 | 14 | 11 | 19 | 61 | 75 | −14  |                            |

 Fuente: BDFutbol
Criterios de clasificación: Puntos · Diferencia de goles · Goles a favor · Play-off

#### Resultados
| Local \ Visitante          | BIL | ELC | HER | LOG | REC | VAL |
| -------------------------- | --- | --- | --- | --- | --- | --- |
| Bilbao Athletic            | —   | 1–2 | 1–3 | 1–2 | 3–1 | 3–2 |
| Elche C. F.                | 2–1 | —   | 3–0 | 0–0 | 1–1 | 2–1 |
| Hércules C. F.             | 4–0 | 0–1 | —   | 4–1 | 3–1 | 1–1 |
| C. D. Logroñés             | 2–0 | 4–1 | 2–1 | —   | 1–0 | 1–0 |
| R. C. Recreativo de Huelva | 2–0 | 2–1 | 2–1 | 2–0 | —   | 2–0 |
| Valencia C. F.             | 1–0 | 5–1 | 1–0 | 1–0 | 2–0 | —   |

### Grupo A2 Ascenso

#### Clasificación
| Pos. | Equipo                    | Pts. | PJ | G  | E  | P  | GF | GC | Dif. | Clasificación              |
| ---- | ------------------------- | ---- | -- | -- | -- | -- | -- | -- | ---- | -------------------------- |
| 1    | R. C. Celta de Vigo (A)   | 54   | 44 | 23 | 8  | 13 | 71 | 41 | +30  | Ascenso a Primera División |
| 2    | Sestao S. C.              | 52   | 44 | 19 | 14 | 11 | 47 | 27 | +20  |                            |
| 3    | R. C. Deportivo La Coruña | 51   | 44 | 19 | 13 | 12 | 58 | 47 | +11  |                            |
| 4    | C. D. Castellón           | 44   | 44 | 16 | 12 | 16 | 44 | 52 | −8   |                            |
| 5    | A. D. Rayo Vallecano      | 41   | 44 | 12 | 17 | 15 | 40 | 44 | −4   |                            |
| 6    | C. D. Málaga              | 40   | 44 | 12 | 16 | 16 | 57 | 57 | 0    |                            |

 Fuente: BDFutbol
Criterios de clasificación: Puntos · Diferencia de goles · Goles a favor · Play-off

#### Resultados
| Local \ Visitante         | CAS | CEL | DEP | MAL | RAY | SES |
| ------------------------- | --- | --- | --- | --- | --- | --- |
| C. D. Castellón           | —   | 0–0 | 0–0 | 1–1 | 0–0 | 1–0 |
| R. C. Celta de Vigo       | 4–0 | —   | 3–0 | 4–1 | 1–0 | 1–0 |
| R. C. Deportivo La Coruña | 0–2 | 0–1 | —   | 3–0 | 3–2 | 1–2 |
| C. D. Málaga              | 4–1 | 1–0 | 2–2 | —   | 2–2 | 1–1 |
| A. D. Rayo Vallecano      | 0–1 | 4–1 | 1–3 | 3–2 | —   | 0–2 |
| Sestao S. C.              | 1–0 | 0–0 | 1–0 | 1–0 | 1–0 | —   |

### Grupo B Descenso

#### Clasificación
| Pos. | Equipo             | Pts. | PJ | G  | E  | P  | GF | GC | Dif. |
| ---- | ------------------ | ---- | -- | -- | -- | -- | -- | -- | ---- |
| 1    | Barcelona Atlético | 42   | 44 | 16 | 10 | 18 | 56 | 58 | −2   |
| 2    | U. E. Figueres     | 42   | 44 | 15 | 12 | 17 | 59 | 53 | +6   |
| 3    | Cartagena F. C.    | 42   | 44 | 14 | 14 | 16 | 52 | 67 | −15  |
| 4    | Real Oviedo C. F.  | 40   | 44 | 13 | 14 | 17 | 50 | 64 | −14  |
| 5    | Castilla C. F.     | 33   | 44 | 11 | 11 | 22 | 49 | 71 | −22  |
| 6    | Xerez C. D.        | 22   | 44 | 5  | 12 | 27 | 32 | 78 | −46  |

 Fuente: BDFutbol
Criterios de clasificación: Puntos · Diferencia de goles · Goles a favor · Play-off

#### Resultados
| Local \ Visitante  | BAR | CAR | CAS | FIG | OVI | XER |
| ------------------ | --- | --- | --- | --- | --- | --- |
| Barcelona Atlético | —   | 3–2 | 2–3 | 3–0 | 2–0 | 2–1 |
| Cartagena F. C.    | 1–0 | —   | 2–1 | 2–1 | 1–0 | 2–0 |
| Castilla C. F.     | 2–0 | 1–2 | —   | 1–2 | 2–5 | 3–0 |
| U. E. Figueres     | 1–0 | 6–1 | 1–1 | —   | 3–0 | 3–1 |
| Real Oviedo C. F.  | 2–1 | 4–4 | 3–1 | 0–2 | —   | 2–1 |
| Xerez C. D.        | 0–1 | 0–1 | 3–4 | 4–1 | 1–1 | —   |

## Clasificación final
La clasificación final fue la siguiente:
| Pos. | Equipo                     | Pts. | PJ | G  | E  | P  | GF | GC | Dif. | Clasificación              |
| ---- | -------------------------- | ---- | -- | -- | -- | -- | -- | -- | ---- | -------------------------- |
| 1    | Valencia C. F.             | 57   | 44 | 24 | 9  | 11 | 67 | 36 | +31  | Ascenso a Primera División |
| 2    | C. D. Logroñés             | 54   | 44 | 22 | 10 | 12 | 59 | 43 | +16  | Ascenso a Primera División |
| 3    | R. C. Celta de Vigo        | 54   | 44 | 23 | 8  | 13 | 71 | 41 | +30  | Ascenso a Primera División |
| 4    | Sestao S. C.               | 52   | 44 | 19 | 14 | 11 | 47 | 27 | +20  |                            |
| 5    | R. C. Deportivo La Coruña  | 51   | 44 | 19 | 13 | 12 | 58 | 47 | +11  |                            |
| 6    | R. C. Recreativo de Huelva | 50   | 44 | 23 | 4  | 17 | 66 | 56 | +10  |                            |
| 7    | Elche C. F.                | 48   | 44 | 17 | 14 | 13 | 45 | 43 | +2   |                            |
| 8    | C. D. Castellón            | 44   | 44 | 16 | 12 | 16 | 44 | 52 | −8   |                            |
| 9    | Barcelona Atlético         | 42   | 44 | 16 | 10 | 18 | 56 | 58 | −2   |                            |
| 10   | U. E. Figueres             | 42   | 44 | 15 | 12 | 17 | 59 | 53 | +6   |                            |
| 11   | Cartagena F. C.            | 42   | 44 | 14 | 14 | 16 | 52 | 67 | −15  |                            |
| 12   | A. D. Rayo Vallecano       | 41   | 44 | 12 | 17 | 15 | 40 | 44 | −4   |                            |
| 13   | Hércules C. F.             | 41   | 44 | 16 | 9  | 19 | 55 | 56 | −1   |                            |
| 14   | Real Oviedo C. F.          | 40   | 44 | 13 | 14 | 17 | 50 | 64 | −14  |                            |
| 15   | C. D. Málaga               | 40   | 44 | 12 | 16 | 16 | 57 | 57 | 0    |                            |
| 16   | Bilbao Athletic            | 39   | 44 | 14 | 11 | 19 | 61 | 75 | −14  |                            |
| 17   | Castilla C. F.             | 33   | 44 | 11 | 11 | 22 | 49 | 71 | −22  |                            |
| 18   | Xerez C. D.                | 22   | 44 | 5  | 12 | 27 | 32 | 78 | −46  |                            |

 Fuente: BDFútbol
Criterios de clasificación: Puntos · Enfrentamientos directos · Diferencia de goles · Goles a favor · Play-off

## Resumen
Campeón de Segunda División:
| - Valencia Club de Fútbol |

Ascienden a Primera División:
| - Valencia Club de Fútbol | - Real Club Celta de Vigo | - Club Deportivo Logroñés |